# 張守道 (萬曆進士)
張守道（？—1629年），字岸先，號生洲，直隸寧國府宣城縣人，明朝政治人物。

## 生平
萬曆二十八年（1600年）庚子科應天鄉試舉人，三十二年（1604年）甲辰科進士。禮部觀政，三十四年（1606年）授戶部主事，三十六年（1608年）管九江鈔關，同年養病，三十八年（1610年）補戶部浙江司主事，升員外郎，三十九年（1611年）丁母憂，服闋，四十二年（1614年）補兵部武選司員外郎，四十四年（1616年）調吏部稽勳司員外郎，同年調驗封司員外郎，四十五年（1617年）調考功司員外郎，同年升驗封司郎中，廉謹澄清，時稱水鏡，同年休假。天啟四年（1624年）起為考功司郎中，同年升大理寺右寺丞，後升太常寺左少卿。適魏忠賢煽虐，張守道毅然乞南還，六年（1626年）升南京太常寺卿。七年（1627年）升工部右侍郎，兼署戶部度支，調攝儀軍無遺策，崇禎二年（1629年）以積勞卒，贈工部尚書。

## 家族
曾祖張福。祖父張龍，字雲程；父張文健，字時明，兩人俱贈通議大夫南京工部右侍郎。孫張廷綱，由恩蔭官惠州府知府。